# 何塞·弗罗伊兰·冈萨雷斯
何塞·弗罗伊兰·冈萨雷斯（西班牙語：José Froilán González，1922年10月5日—2013年6月15日）是一名阿根廷的赛车手，主要因在1951年英国大奖赛中为法拉利车队取得其在世界一级方程式锦标赛中的首胜而闻名。他的首场一级方程式比赛是1950年摩纳哥大奖赛，最后一场一级方程式比赛则是1960年阿根廷大奖赛。
冈萨雷斯在9个赛季中共参加了26场一级方程式大奖赛，以及其他一些非锦标赛赛事。 在这26场比赛中，冈萨雷斯取得了2次胜利、7次第二名、6次第三名、3次杆位、6次最快圈速以及721⁄7分。他还为法拉利车队赢得了1951年阿切尔博杯、1954年勒芒24小时耐力赛以及葡萄牙大奖赛。
由于体型健壮，冈萨雷斯有着“潘帕斯公牛”和“大头”的绰号。
冈萨雷斯在2013年因呼吸衰竭而去世。